# Rydułtowy
Rydułtowy là một thị trấn thuộc huyện Wodzisławski, tỉnh Śląskie ở nam Ba Lan. Thị trấn có diện tích 15 km². Đến ngày 1 tháng 1 năm 2011, dân số của thị trấn là 21850 người và mật độ 1462 người/km².